# Gare de Port Credit
La gare de Port Credit est une gare ferroviaire située au quartier Port Credit dans le sud de la ville de Mississauga, en Ontario. La gare dessert les trains de la ligne Lakeshore West qui relient entre Toronto et Hamilton. La gare deviendra le futur terminus du train léger Hurontario, dont l'ouverture est prévue en automne 2024.

## Situation ferroviaire
La gare est située à la borne 12,8 milles (20,6 km) de la subdivision Oakville du Canadien National, entre les gares de Clarkson et de Long Branch. À l'est de la gare, la subdivision Oakville traverse le ruisseau Etobicoke et approche la ville de Toronto. À l'ouest de la gare, la subdivision traverse la rivière Credit et continue son chemin vers Clarkson.

## Histoire
La première gare de Port Credit a été construite par le Great Western Railway en 1855, alors que sa construction progressait vers Toronto. Bien qu'il n'existe aucune photo de cette gare, il s'agit probablement d'une petite structure à ossature de bois identique à d'autres gares construites ailleurs par le Great Western à la même époque. Le premier train arrive à Port Credit plus tard la même année. En 1861, huit trains de passagers s'arrêtent quotidiennement à Port Credit, puis dix en 1867.
En 1878, le Great Western a commencé à doubler la voie sur le tronçon entre Toronto et Hamilton afin de permettre un plus grand nombre de trains, mais ce projet n'a été achevé que bien des années plus tard, en 1896. À ce moment-là, la ligne qui traverse Mississauga est détenue et exploitée par le Grand Tronc, qui a pris le contrôle du Great Western en 1882. Le service ferroviaire à destination de Port Credit avait encore augmenté, atteignant 13 trains par jour en 1886.
Une nouvelle gare a été construite à Port Credit par le Grand Tronc peu après la fin des travaux sur la double voie. Cette gare aurait été beaucoup plus grande, probablement pour répondre aux besoins de la population croissante de Port Credit. Il s'agit d'une structure rectangulaire avec un extérieur en planches et lattes et un toit en Jerkinhead. Un pignon était situé au-dessus du poste de conduite, ce qui permettait de voir les trains depuis le bureau de l'agent de la gare. Peu après, le Canadien Pacifique obtint des droits de circulation sur le Grand Tronc entre Hamilton et Toronto. Ces trains utilisent une combinaison de matériel du CP, de Toronto, Hamilton & Buffalo et du New York Central Railroad, mais ils sont pilotés par des équipes du Canadien Pacifique sur ce tronçon.
Le service du CP à Port Credit a débuté le 30 mai 1897, mais ses trains ont d'abord contourné la gare de Port Credit. Après la fusion du Grand Tronc, en difficulté financière, avec le Canadien National en 1923, le Canadien Pacifique est autorisé à s'arrêter dans certaines gares, y compris Port Credit. En 1941, le service passe à 38 trains par jour, dont 13 appartiennent au CP.
La popularisation de l'automobile au début du XXe siècle a entraîné une baisse du nombre de passagers. L'achèvement d'une route à quatre voies divisées, initialement appelée Middle Road, aujourd'hui connue sous le nom de Queen Elizabeth Way, entre Toronto et Hamilton a encore aggravé la situation. Elle était parallèle à la voie ferrée, à environ 1,6 kilomètre au nord de la gare, et desservait un grand nombre des mêmes communautés. La position de Port Credit en tant que banlieue de Toronto a permis de maintenir le service de banlieue intact, bien qu'il ne compte plus que 13 départs de passagers par jour en 1961.
GO Transit a été créé pour prendre en charge les services de banlieue restants entre Pickering et Oakville en 1967, après quoi la gare du CN a été rapidement abandonnée. Elle partagera finalement la même propriété que la gare GO de Port Credit, située immédiatement à l'ouest de son prédécesseur. L'ancienne gare du CN s'est détériorée pendant un certain temps jusqu'à ce qu'elle soit démolie en 1975 pour faire place à un nouveau stationnement de la gare existante.

## Service des voyageurs

### Accueil
La billetterie de GO Transit est ouverte en semaine de 6h à 20h45, les fins de semaine et jours fériés de 6h30 à 20h45. L'ambassadeur de la gare GO peut aider les clients à configurer un type de tarif ou à définir un trajet par défaut sur la carte Presto. Les clients disposent également d'options en libre-service, notamment l'achat d'un billet papier dans un distributeur automatique de billets, le chargement d'une carte Presto dans un distributeur automatique de billets compatible avec Presto, l'achat d'un billet électronique avec leur smartphone et le paiement au valideur avec une carte de crédit sans contact ou une carte Presto.
La gare est équipée d'une salle d'attente, des abris de quai, des toilettes publiques, des téléphones payants, et de Wi-Fi. La gare est accessible aux fauteuils roulants.

### Desserte
La gare dessert les trains de la ligne Lakeshore West au moins 30 minutes tous les jours. Durant les périodes de pointe, les trains en direction ouest de la gare Union terminent leurs trajets aux gares d'Aldershot, d'Hamilton et de West Harbour. Hors pointe, tous les trains en direction ouest terminent leurs trajets en alternance à Aldershot, et à West Harbour. En plus, trois trains en direction de Toronto, et trois vers Niagara Falls desservent la gare les fins de semaine et les jours fériés entre la Fête de la Reine et l'Action de grâce. Des lignes d'autobus correspondent vers Hamilton, Brantford et Niagara Falls en fin de trajet.

### Intermodalité
La gare dispose d'un stationnement incitatif avec une zone réservée au covoiturage et un stationnement incitatif.
La ligne 21C de GO Transit relie la gare de Port Credit, la gare de Cooksville, le centre commercial Square One et la gare d'Erindale hors pointe, en fonction des horaires du train Lakeshore West.
5 routes d'autobus de MiWay desservent la gare. La 2 Hurontario circule sur la rue Hurontario en tout temps, desservant l'Hôpital de Mississauga, la gare de Cooksville et le centre commercial Square One. La 8 Cawthra circule sur le chemin Cawthra du lundi au samedi, desservant le parc Cawthra, le parc de la Vallée de Mississauga, et Square One. La 14 Lorne Park dessert le quartier Lorne Park et la gare de Clarkson en semaine. Durant les périodes de pointe, la 14B dessert également le parc industriel au sud de la gare de Clarkson. La 23 Lakeshore circule sur le chemin Lakeshore tous les jours, entre les gares de Clarkson et de Long Branch.

## Projets
Les villes de Mississauga et de Brampton ont mené une vaste étude du Plan directeur des rues Hurontario et Main entre 2008 et 2010, qui a conclu que le train léger serait le meilleur moyen de transport sur ce corridor. Ce plan de train léger prévoyait de relier entre la gare de Port Credit et le centre-ville de Brampton via les rues Hurontario et Main. Cependant en octobre 2015, le conseil municipal de Brampton a voté contre la proposition de faire circuler le tramway sur la rue Main en raison de préoccupations relatives aux faibles projections d'achalandage et aux préférences pour un itinéraire différent. Ainsi, la ligne de tramway se terminera au terminus d'autobus Brampton Gateway sur l'avenue Steeles au lieu qu'elle prenne fin à la gare de Brampton. La construction a commencé en 2020 et la ligne devrait entrer en service en automne 2024.